# Carlos Blanco Pérez
Carlos Blanco Pérez (6 d'agost de 1862 - 22 de març de 1935) va ser un militar espanyol que va ocupar diversos càrrecs en l'administració de l'Estat. Conseller togat del Cos Jurídic Militar, va arribar a ser director general de Seguretat en diverses ocasions i també president del Consell d'Estat.

## Biografia
Militar de carrera, pertanyia al Cos Jurídic de l'Armada.
Al desembre de 1912 va ser nomenat Inspector General de Seguretat a Madrid, càrrec que ocuparia fins a abril de 1919. Posteriorment, al desembre de 1922 va ser nomenat Director General d'Ordre Públic —amb la categoria de Cap superior d'Administració civil—, càrrec que va exercir fins a setembre de 1923. En aquests anys també va ocupar altres càrrecs de certa importància: auditor general de l'Exèrcit (1919); delegat del govern per a la repressió del contraban a les províncies d'Almeria, Cadis, Granada i Màlaga (1922); o fiscal togado del Consell Suprem de Guerra i Marina (1924). Arribaria a aconseguir el rang de general de divisió.
Després de la proclamació de la Segona República Espanyola, el 15 d'abril de 1931 va ser nomenat Director general de Seguretat, designat per al càrrec a instàncies de Niceto Alcalá-Zamora. Pel 10 de maig s'havia previst la celebració d'un acte monàrquic, esdeveniment que Blanco Pérez va autoritzar, encara que sense arribar a comunicar-li-ho al ministre de la governació Miguel Maura. Durant l'acte es van produir diversos incidents entre monàrquics i republicans que acabarien desembocant en majors disturbis l'endemà, amb la crema de convents i edificis religiosos a Madrid, i —posteriorment— en altres ciutats espanyoles. Aquests incidents van provocar una greu crisi en el si de la República i al govern provisional republicà, la qual cosa va suposar la sortida de Blanco Pérez com a director general de seguretat.
Carlos Blanco s'hi havia fet militant del partit Dreta Liberal Republicana (DLR) poc abans que es proclamés la República. En les eleccions de 1931 va ser elegit diputat de DLR per la circumscripció de Conca. Després de la seva sortida de la Direcció general de Seguretat, va ser breument President de la Sala Militar del Tribunal Suprem i posteriorment president del Consell d'Estat, càrrec que va ocupar entre 1931 i 1933. Va passar a la reserva en 1932.
Va morir a Madrid el 22 de març de 1935.